# Salam (2000)
Salam ist ein französisch-marokkanischer Kurzfilm von Souad El-Bouhati aus dem Jahr 2000.

## Handlung
Ali und sein Freund Momo beobachten auf dem Flughafen, wie ein Sarg zu einem Flugzeug gebracht und verladen wird. Ali, der 30 Jahre als Gastarbeiter in Frankreich tätig war und inzwischen Rentner ist, will zurück in seine Heimat Marokko und dort seinen Lebensabend verbringen. Er hat das Gefühl, in Frankreich nicht mehr willkommen zu sein. Sein Zimmer im Gastarbeiterwohnheim soll er räumen, da er nicht mehr erwerbstätig ist; eine Verlängerung der Miete wird abgelehnt und in ein Altersheim will er nicht. Er packt seine Sachen und verbringt die letzten Tage in Frankreich untätig. Tagsüber sitzt er auf der Bank in der Nähe eines Kanals, geht auf den Markt oder begleitet Wohnheimsbewohner zur Kirche. Immer wieder trifft er sich mit Momo, dessen Tochter Amina er hat aufwachsen sehen und zu der er eine enge Bindung hat. Wie jedes Jahr kriegt sie von ihm Schuhe geschenkt – Amina hat alle Paare aufgehoben und er darf sich zum Abschied ein Paar aussuchen. Er wählt ein Paar, das sie als Kleinkind getragen hat; es soll ihm Glück in der neuen alten Heimat geben. Momo hängt anstelle des nun fehlenden Schuhpaars eine Kette mit der Hand der Fatima auf, die er beim Juwelier gekauft hat.
Momo plant nicht, nach Marokko zurückzukehren, da er sich noch nicht alt fühlt und Amina gerade studiert. Für Amina ist ein Umzug nach Marokko kein Thema und es wird deutlich, dass sie auch ihren Vater nicht nach Marokko begleiten würde. Ali jedoch glaubt, in Marokko mit seiner Rente wie ein König leben zu können und sieht sich in einem Haus mit Palmen. Der Abschied von Ali wird für Momo und Amina schmerzlich, Momo weint. Später begibt sich Ali allein mit seinen Habseligkeiten in einem Koffer zum Flughafen.

## Produktion

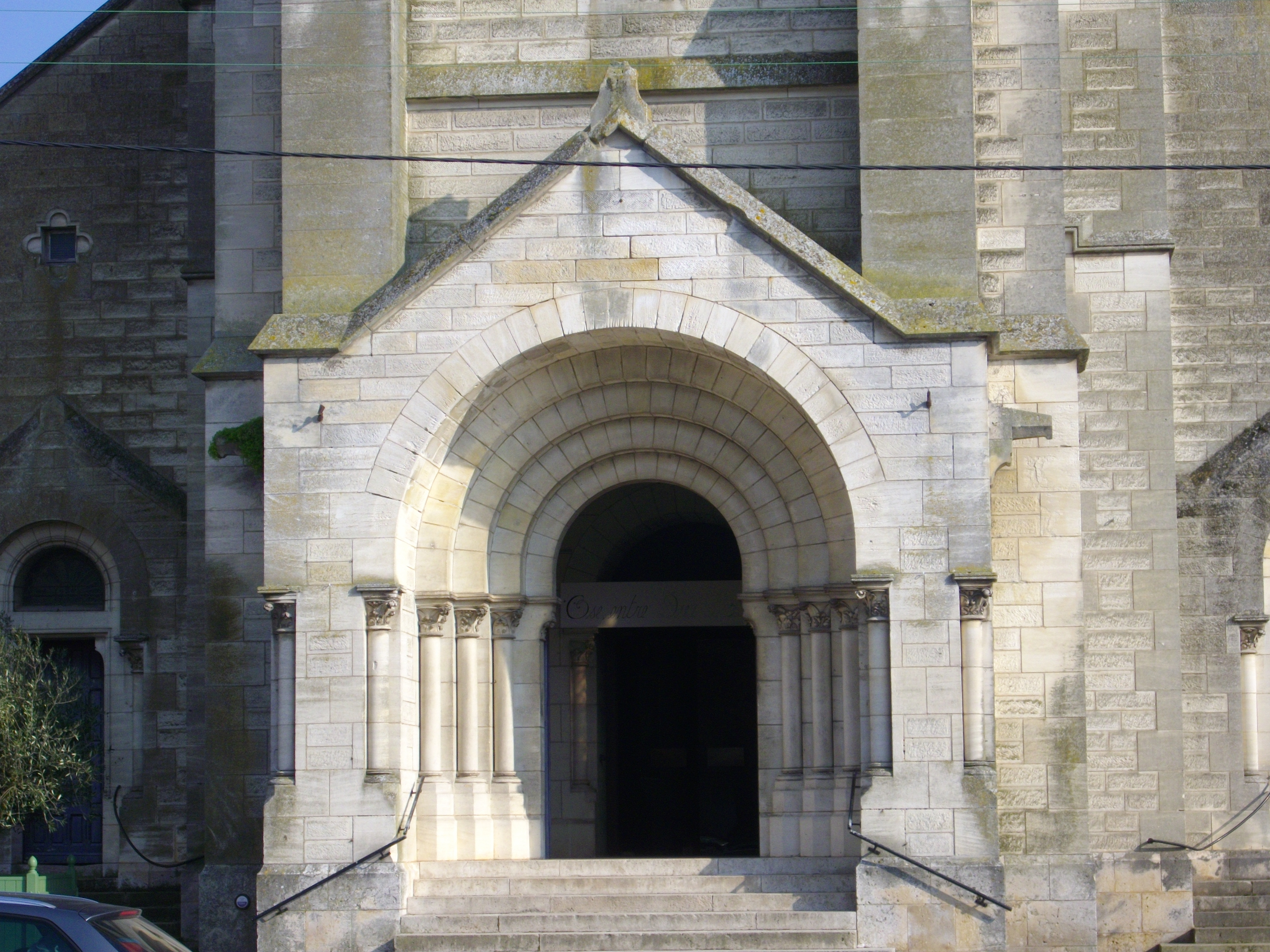
Eingang der Kirche Saint-Marceau in Orléans, ein Drehort des Films

Salam war das Regiedebüt der französischen Regisseurin Souad El-Bouhati. In der Hauptrolle des Ali besetzte sie Benaïssa Ahaouari, den sie in Karim Dridis Bye Bye gesehen hatte und der kein professioneller Schauspieler ist. Der Film wurde im Jahr 1999 gedreht. Die Anfangssequenz entstand am Flughafen Beauvais-Tillé, andere Szenen wurden in Orléans gedreht. Bei der Kirche, zu der Ali seine Bekannten aus dem Wohnheim begleitet, handelt es sich um die Kirche Saint-Marceau in Orléans. Die Kostüme schuf Mohamed Ikouna, die Filmbauten stammen von Éric Barboza.
Salam wurde im Mai 2000 im Rahmen der Quinzaine des réalisateurs der Internationalen Filmfestspiele von Cannes gezeigt. Weitere Festivalaufführungen folgten, so war der Film auf dem Festival du Court-Métrage de Clermont-Ferrand (2000), auf den Französischen Filmtagen Tübingen-Stuttgart (2000) und dem Palm Springs International ShortFest (2001) zu sehen.

## Auszeichnungen
Salam gewann 2000 in Cannes den Prix Kodak. Auf dem Festival des lutins du court-métrage erhielt Salam 2000 den Lutin für den besten Film und den Lutin für die beste Regie. Auf dem Festival du Court-Métrage de Clermont-Ferrand wurde der Film 2000 mit dem Grand Prix im nationalen Wettbewerb und dem Spezialpreis der Jury ausgezeichnet. Benaïssa Ahaouari erhielt den Preis als bester Darsteller. Auf dem Festival européen du film court de Brest erhielt Souad El-Bouhati für Salam den Prix ARTE. Der Film gewann 2001 den César in der Kategorie Bester Kurzfilm.